# 喀麦隆历史

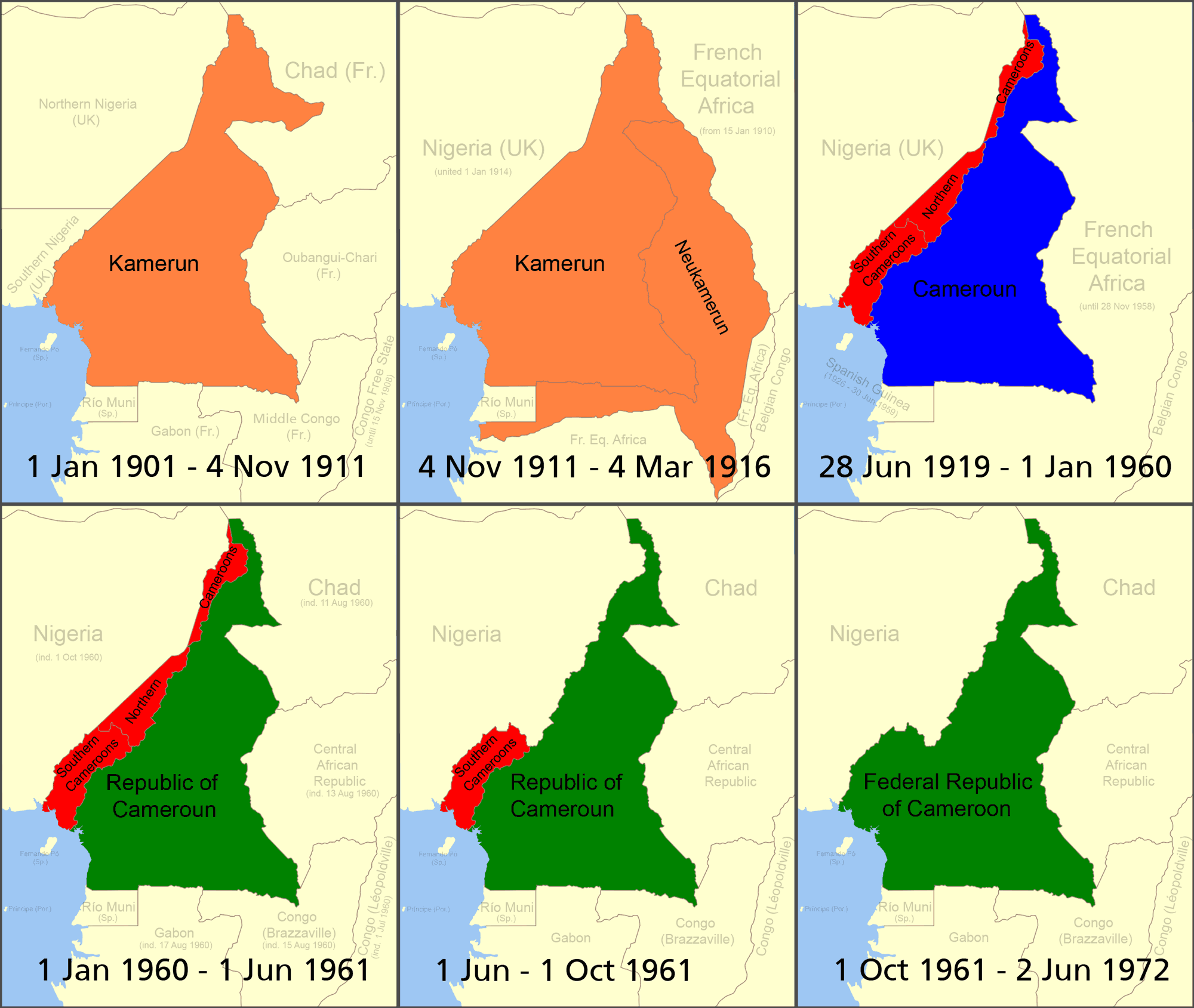
喀麥隆的邊界變遷
德屬喀麥隆
英屬喀麥隆
法屬喀麥隆
喀麥隆共和國

本文为喀麦隆历史。

## 早期历史
喀麦隆最早的居民可能是巴卡（Baka）（俾格米人）。他们至今仍生活在南部和东部省份的森林里。来自喀麦隆高地操班图语的人们是第一波来到这里。在18世纪70年代后期至19世纪初，信仰伊斯兰教的富拉尼人征服了喀麦隆北部大部分地区。
尽管葡萄牙人于16世纪就抵达喀麦隆，由于疟疾等疾病使他们未能在此进行殖民活动。

## 殖民化

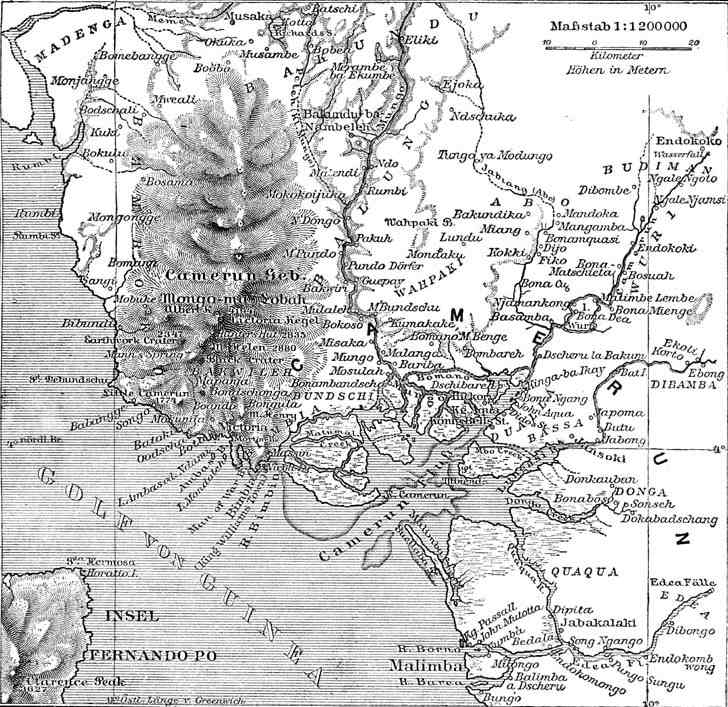
1888年喀麦隆地图

从1884年7月5日开始，喀麦隆和其邻国部分区域成为德国的殖民地。其首都首先设在布埃亚，后来在雅温得。
德意志帝国在喀麦隆的基础设施上进行大量投资，包括铁路等。
在第一次世界大战中，英国于1914年从尼日利亚侵入喀麦隆。在1916年2月，德国在喀麦隆的最后堡垒投降。战争结束后，在1919年6月28日，喀麦隆作为國際聯盟託管地B类被英国和法国进行瓜分。

## 走向独立(1955-1960)
1955年，被取缔的喀麦隆人民联盟（Union of the Peoples of Cameroon），开始武装争取独立。1957年4月16日通过了一项法令，喀麦隆成为一个国家。1958年10月19日，法国承认其联合国托管领土的喀麦隆有权选择独立。1958年10月24日喀麦隆立法大会宣布，喀麦隆人希望国家于1960年1月1日完全独立。联合国于1959年3月13日决定，喀麦隆将结束法国的托管关系，喀麦隆将于1960年1月1日获得独立。

## 独立后喀麦隆
法属喀麦隆于1960年1月1日获得独立成立喀麦隆共和国。1961年10月1日，英属喀麦隆三分之二的北部穆斯林区加入尼日利亚，三分之一的加入喀麦隆成立喀麦隆联邦共和国。1972年，新宪法取代联邦制，改名为喀麦隆联合共和国。

## 1990年后喀麦隆
由於1980年代他的政府遇到了前所未有的經濟危機、社會問題，這些事情重創了比亞和他腐敗的內閣。慢慢的喀麥隆國內對新聞、出版自由的呼聲越來越大。在允許新聞、出版自由化之後，喀麥隆誕生了許多批評類的報紙，而且反對派也逐漸強大起來。使得在1990年代初期，喀麥隆的局勢變得非常動盪，並經常出現軍隊政變。由於受到反對黨派的壓力，總統比亞決定在1992年實行自由大選，結果是：比亞再次贏得大選。因為國際選舉觀察家受到阻礙影響，反對派懷疑大選舞弊。但實際上是因為參與選舉的反對黨數量眾多（多達32個黨），並使得票數被分散。大選結果表明，統一黨RDPC獲得89個議席，必須與最大的反對黨UNPD（65個議席）聯合執政。1997年通過法國幫助送給他的反對派競爭者，比亞巧妙地利用這名法國派來的反對派候選人獲得了大選的絕對多數議席，並在大選後的第二年得到了確定。
2017年10月1日，Sisiku Ayuk象征性地宣布了Ambazonia共和国的独立，引发了警察的镇压，导致死亡，受伤，骚乱，路障，示威，宵禁等。2018年1月，在宣布独立后，尼日利亚有7,000至30,000名与冲突和镇压有关的难民。
2018年1月5日，Ambazonia临时政府成员，包括总统Sisiku Julius Ayuk Tabe，在尼日利亚被捕并被驱逐到喀麦隆。他们后来被逮捕并在宪兵队总部待了10个月，然后被转移到雅温得的一所最高安全监狱。审判于2018年12月开始。
2018年2月4日，宣布塞缪尔·伊科梅·萨科先生将成为安第亚共和国联邦共和国的代理主席，暂时接替塔佩。他的总统任期看到战争升级并蔓延到喀麦隆南部。在2018年12月31日，Ikome Sako宣布2019年将从防御性战争转变为进攻性战争，并且分离主义者将争取在实地实现事实上的独立。